# Accident montan
Accidentele montane se întâmplă cel mai frecvent persoanelor amatoare de drumeție, schiorilor și alpiniștilor. Aceste accidente se soldează cel mai frecvent cu fracturi, luxații provocate de căderi din neatenție sau oboseală. Un factor important îl joacă și vremea nefavorabilă ca și căderi masive de zăpadă cu pericol de avanlanșe, furtuni, ceață, care prin reducerea vizibilității, duce la rătăciri și prin lipsa de apă, se ajunge la deshidratarea organismului, sau lipsa echipamentului caldros se ajunge la hipotermie. 
Ajutorul în munți este acordat de salvamont, el fiind solicitat prin semnale SOS, rachete trasoare sau aparate de transmisie radio.